# Ікона Божої Матері «Скоропослушниця»

Список ікони Божої Матері «Скоропослушниці», що зберігається в Свято-Успенському Миколо-Василівському монастирі

Ікона Божої Матері «Скоропослушниця» — стародавня чудотворна ікона, що знаходиться на Святій Горі Афон, в монастирі Дохіяр. 
Монастирський переказ відносить час її написання до Х століття, до часу життя настоятеля обителі святого Неофіта. На Русі  завжди користувалися великою любов'ю і шануванням списки (копії) з чудотворної Афонськой ікони «Скоропослушниця». 

## Оповідання
У 1664 році трапезар Ніл, проходячи в нічний час в трапезну із засвіченою лучиною, почув від образу Богородиці, що висів над дверима, голос, що закликає його надалі тут не ходити і не коптити ікону. Чернець подумав, що це жарт якого-небудь брата, нехтував знаменням і продовжував ходити в трапезну з лучиною, що коптила. Раптово він осліпнув. У гіркому розкаянні молився Ніл перед іконою Божієй Матері, благаючи про прощення. І знов почув дивний голос, що сповіщав про прощення і повернення зору і наказував сповістити всій братії: 
|  | З цієї пори іменуватиметься ця ікона Моя «Скоропослушницею«», тому що швидку всім, притікаючим до неї, виявлятиму милість і виконання прохань. |

 Пресвята Богородиця виконала свою обіцянку.